# Rothia alluandi
Rothia alluandi là một loài bướm đêm trong họ Noctuidae.